# Eurysilenium oblongum
Eurysilenium oblongum is een eenoogkreeftjessoort uit de familie van de Herpyllobiidae. De wetenschappelijke naam van de soort is voor het eerst geldig gepubliceerd in 1886 door Hansen.